# Demissine
Demissine war eine belgische Automarke.

## Unternehmensgeschichte
Das Karosseriebauunternehmen O. de Ruyter aus Brüssel war der Hersteller. Die Produktion begann 1901. 1902 nahm das Unternehmen am Brüsseler Automobilsalon teil. In dem Jahr endete die Produktion.

## Fahrzeuge
Bei den Fahrzeugen handelte es sich um Elektroautos.